# Artëmovskij rajon
L'Artëmovskij gorodskoj okrug (in russo Артёмовский городской округ?) è un distretto urbano dell'oblast' di Sverdlovsk, in Russia. Dal punto di vista della struttura amministrativo-territoriale della regione, il distretto urbano si trova entro i confini dell'Artëmovskij rajon (Артёмовский район).
Il centro amministrativo è la città di Artëmovskij. I fiumi principali del distretto sono l'Irbit e il Rež.